# Gronau (Borken)
Gronau (pronunciación en alemán: /ˈɡʁoːnaʊ̯/ⓘ) es un municipio situado en el distrito de Borken, en el estado federado de Renania del Norte-Westfalia (Alemania), con una población a finales de 2016 de unos 47 287 habitantes.
Se encuentra ubicado al noroeste del estado, en la región de Münster, cerca de la frontera con Países Bajos.